# Okinawa (ville)
Pour les articles homonymes, voir Okinawa.
Okinawa (沖縄市, Okinawa-shi) est une ville située dans la préfecture d'Okinawa, au Japon.

## Géographie

### Situation
Okinawa se trouve dans la partie centrale de l'île d'Okinawa (archipel d'Okinawa), à environ 20 km au nord-est de la capitale, Naha, au Japon.

### Démographie
Au 1er avril 2025, la population d'Okinawa s'élevait à 141 346 habitants répartis sur une superficie de 49,72 km2.

## Histoire
En 1970, la ville, alors appelée Koza, est le théâtre d'émeutes contre la présence américaine. La ville a reçu le statut de ville en 1974.

## Transports
Le principal aéroport de la ville et de la préfecture est l'aéroport de Naha, situé au sud-ouest de l'île, à Naha, à 20 km du centre-ville d'Okinawa.
L'essentiel des transports en commun dans la ville, et plus généralement sur l'île, est constitué d'un réseau de lignes de bus.

## Culture locale
La ville est dotée d'un parc zoologique, le zoo et muséum d'Okinawa.
La base aérienne de Kadena Air Base de l'US Air Force est implantée à l'ouest de l'agglomération.

## Patrimoine culturel et naturel
La ville d’Okinawa compte trente éléments désignés ou enregistrés comme patrimoine matériel culturel ou naturel, au niveau national, préfectoral ou municipal. 
- Nom (japonais) (type d’enregistrement)

### Patrimoine matériel
- Bâtiment Nzatu Murayā (美里村屋?) (National)
- Paniers en bambou d’Uechi fabriqués par Yoshihira Chōhō (上地のバーキ(與志平朝蒲制作竹細工)?) (Municipal)
- Parc Furusato-en : bâtiment principal de l’ancienne résidence de la famille Kuba (沖縄市立ふるさと園 旧久場家住宅主屋?) (National)
- Parc Furusato-en : mur hinpun de l’ancienne résidence de la famille Kuba (沖縄市立ふるさと園 旧久場家住宅ヒンプン?) (National)
- Parc Furusato-en : porcherie-latrines de l’ancienne résidence de la famille Hirata (沖縄市立ふるさと園 旧平田家マチフール?) (National)
- Pierre d’arpentage d’Akahirabaru ミ (ハル石 (印部石 ミ 赤ひら原)?) (Municipal)
- Pierre d’arpentage de Kinoshitabaru ア (ハル石 (印部石 ア 木の下原)?) (Municipal)
- Pierre d’arpentage de Sakubaru さ (ハル石 (印部石 さ さく原)?) (Municipal)
- Sanshin de type Hiranaka Chinen, portant l’inscription « Tokuke » (三線平仲知念型銘時受?) (Préfectoral)
- Sanshin de type Itogura Nagayonagusuku (三線糸蔵長与那城型?) (Préfectoral)
- Sanshin de type Yonagusuku, portant l’inscription « Tamagusuku Yona » (三線与那城型銘玉城與那?) (Préfectoral)
- Site sacré Bijuru d’Awase : temple principal, porte torii et bassin à ablutions (泡瀬ビジュル(社殿、鳥居、手水鉢)?) (Municipal)

### Patrimoine ethnologique
- Cercueil palanquin de Misato (美里の龕?) (Municipal)
- Drapeau du village de Moromizato (諸見里の村旗?) (Municipal)
- Pierres sacrées bijuru de Koja (古謝のビジュル?) (Municipal)
- Pré Ii-nu-tunu-mō (上之殿毛?) (Municipal)
- Tissu Chibana hanaori : costume hanaori avec base en coton bleu marine, chaîne et trame kasuri (木綿紺地経緯絣花織衣裳?) (Municipal)
- Tissu Chibana hanaori : costume hanaori avec base en coton bleu marine, châine flottante (木綿紺地経浮花織衣裳?) (Municipal)
- Tissu Chibana hanaori : costume hanaori avec base en coton et fibre de banane bleu marine, chaîne kasuri, brodé (木綿芭蕉紺地経絣縫取花織衣裳?) (Municipal)

### Sites historiques
- Amas coquillier de Murokawa (室川貝塚?) (Municipal)
- Hō-an-den (奉安殿?) (Municipal)
- « Monuments aux morts loyaux » (忠魂碑?) (Municipal)
- Pont Kafunjā (カフンジャー橋?) (Municipal)
- Source Hījā-gā de Misato (美里のヒージャーガー?) (Municipal)
- Source Murukā-gā (室川井?) (Municipal)
- Source Sēku-gā de Misato (美里のセークガー?) (Municipal)
- Stèle de Noborikawa (登川碑?) (Municipal)
- Tombe d'Uni-ufugushiku (鬼大城の墓?) (Municipal)

### Lieux de beauté pittoresque
- Amamiku-nu-mui (Goeku Gusuku) (アマミクヌムイ (越来グスク)?) (National)

### Monuments naturels
- Ficus superba du site sacré Bijuru de Koja (古謝のビジュルにあるアコウ)?) (Municipal)

## Jumelage
- Lakewood (États-Unis)

## Personnalités liées à la ville
- Christopher Horner (1971-), coureur cycliste américain vainqueur du Tour d'Espagne 2013, est né à Okinawa.
- Gackt Camui (1973-), chanteur japonais, est né à Okinawa.
- Yū Yamada (1984-), actrice et modèle japonaise, est née à Okinawa.